# Marco Anelli
Marco Anelli (Roma, 31 ottobre 1968) è un fotografo italiano.

## Biografia
Inizia la sua carriera a Parigi dove si specializza nelle tecnica di stampa del bianco e nero. È autore di progetti fotografici di lunga durata ed i temi delle sue pubblicazioni spaziano dall'architettura alla ritrattistica, dalla musica classica allo sport. Nel 2010 realizza il progetto  Portraits in the Presence of Marina Abramovic (Damiani 2010) ritraendo i 1545 partecipanti a The Artist Is Present di Marina Abramovic al MoMA di New York. In Building Magazzino (Rizzoli 2017) documenta la trasformazione di una ex fabbrica di computer in Magazzino Italian Art a Cold Spring, New York. Il Artist Studios New York (Damiani, 2020)Anelli esplora lo spazio creativo di artisti di fama internazionale come: Alex Katz, Cecily Brown, Francesco Clemente, Joan Jonas, John Giorno, Julian Schnabel, Kiki Smith, Lawrence Weiner, Matthew Barney, Robert Longo, Shirin Neshat, Ugo Rondinone, Urs Fischer. TINO: Nivola in America è il suo più recente libro fotografico in cui porta nuova attenzione alle sculture di Costantino Nivola sparse per la città di New York e in altri luoghi degli Stati Uniti. Anelli risiede e lavora a New York City.

## Pubblicazioni
- L'Ombra e la Luce (Silvana Editoriale 1999)
- Il Calcio (Federico Motta Editore 2002)
- La Musica Immaginata  (Federico Motta Editore 2004)
- Pallacorda (Skira 2004)
- All'Ombra del Duomo (Contrasto 2010)
- Gesti dell'Anima  (Peliti Associati 2011)
- Portraits in the presence of Marina Abramović (Damiani Editore 2012)
- Building Magazzino (Rizzoli 2017)
- Artist Studios New York (Damiani 2020)
- Portraits in the presence of Marina Abramović (Second Edition - Damiani 2021)
- TINO: Nivola in America (Silvana Editoriale and Magazzino Italian Art 2021)

## Premi
Premio Fuji (2000), Premio Canon (2001), Mario Giacomelli Memorial (2001)